# Convention d'Annapolis (1774-1776)
Pour les articles homonymes, voir Convention d'Annapolis.
La Convention d'Annapolis est une Assemblée des comtés du Maryland qui a fonctionné en tant que gouvernement révolutionnaire de la colonie de 1774 à 1776. Après 1775, elle est officiellement appelée Assembly of Freemen (Assemblée des Hommes Libres).

## Contexte

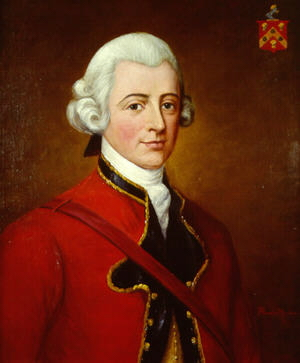
Sir Robert Eden, dernier gouverneur royal du Maryland.

En 1774, un Committee of correspondence prend naissance dans toutes les colonies pour supporter Boston, réagissant à la fermeture du port au renforcement des troupes militaires d'occupation. Le Massachusetts avait demandé une réunion générale ou un congrès continental pour considérer l'action commune. Pour devancer une telle action, le gouverneur royal du Maryland, Robert Eden interdit l'assemblée le 19 avril 1774. Ce fut la dernière session de l'assemblée coloniale tenue dans le Maryland. Mais les membres de l'Assemblée acceptèrent de se réunir en juin à Annapolis lors d'une Convention pour déterminer les vœux des citoyens dans les comtés qu'ils représentent.
Pendant les deux prochaines années et demie, la Convention s'est rencontrée 9 fois et a fonctionné au même titre qu'un État ou un gouvernement de colonie pour le Maryland. Tout au long de la période, ils ont maintenu quelques Comités permanents et continué leurs fonctions dans les différentes sessions.

## Sessions de la Convention

### Année 1774
La première Convention dura quatre jours du 22 au 25 juin 1774. Tous les 6 comtés étaient représentés par un total de 92 membres. Ils élurent Mathhew Tilghman à leur siège. Durant cette courte période, ils sont convenus :
- que chaque comté devait avoir une voix ;
- que la Convention se réunirait chaque fois qu'il sera nécessaire ;
- qu'un Comittee of Correspondence continuera entre les sessions, dont les membres furent nommés ;
- qu'ils soutiendraient un accord de non-importation si le Congrès Continental le demandait ;
- qu'ils éliraient les délégués du Premier Congrès continental.

Deux autres sessions eurent lieu du 21 au 25 novembre, puis du 8 au 12 décembre.

### Année 1775
Deux sessions eurent lieu du 26 juillet au 14 août, puis du 7 décembre 1775 au 28 janvier 1776.

#### Déclaration des Hommes Libres du Maryland

##### Texte original
(No 13.)
ASSOCIATION of the FREEMEN of MARYLAND
July 26, 1775.[1]
The long premeditated, and now avowed design of the British Government, to raise a revenue from the property of the colonists without their consent, on the gift, grant and disposition of the Commons of Great Britain; the arbitrary and vindictive statutes passed under color of punishing a riot, to subdue by Military force, and by famine, the Massachusetts Bay; the unlimited power assumed by parliament to alter the charter of that province, and the constitution of all the colonies, thereby destroying the essential securities of the lives, liberties and properties of the colonists; the commencement of hostilities by the ministerial forces, and the cruel prosecution of the War against the people of the Massachusetts Bay, followed by General Gage's proclamation, declaring almost the whole of the Inhabitants of the united colonies, by name or description, rebels and traitors are sufficient causes to arm a free people in defence of their liberty, and to justify resistance, no longer dictated by prudence merely, but by necessity, and leave no alternative but base submission or manly opposition to uncontroulable tyranny. The Congress chose the latter, and for the express purpose of securing and defending the united colonies, and preserving them in safety, against all attempts to carry the above-mentioned acts into execution by force of arms.
Resolved, that the said colonies be immediately put into a state of defence, and now supports, at the joint expense, an army to restrain the further violence, and repel the future attacks of a disappointed and exasperated enemy.
We therefore inhabitants of the Province of Maryland, firmly persuaded that it is necessary and justifiable to repel force by force, do approve of the opposition by Arms to the British troops, employed to enforce obedience to the late acts and statutes of the British parliament, for raising a revenue in America, and altering and changing the charter and constitution of the Massachusetts Bay, and for destroying the essential securities for the lives, liberties and properties of the subjects in the united colonies. And we do unite and associate, as one band, and firmly and solemnly engage and pledge ourselves to each other, and to America, that we will to the utmost of our power, promote and support the present opposition, carrying on, as well by Arms, as by the continental association, restraining our commerce.
And as in these times of public danger, and until a reconciliation with Great Britain, on constitutional principles is effected (an event we most ardently wish may soon take place) the energy of government may be greatly impaired, so that even zeal unrestrained, may be productive of anarchy and confusion; We do in like manner unite, associate, and solemly engage in maintenance of good order, and the public peace, to support the civil power in the due execution of the laws, so far as may be consistent with the present plan of opposition; and to defend with our utmost power all persons from every species of outrage to themselves or their property, and to prevent any punishment, from being inflicted on any offenders, other than such, as shall be adjudged by the civil magistrate, continental congress, our convention, council of safety, or committees of observation.

##### Signataires du document
| Mat. Tilghman             |                             |                         |                      |  |
| John Reeder Jr.           | Benn Hall                   | H. Griffith             | Benect Edwd Hall     |  |
| Richd Barnes              | John Contee                 | Th. Sprigg Wootton      | Ths Bond             |  |
| Jereh Jordan              | W. Bowie                    | Richd. Brooke           | Richd Dallam         |  |
| Jn. A. Thomas             | O. Sprigg                   | John Hanson Jr.         | Ignatius Wheeler Jr. |  |
| W. Smallwood              | Jos. Beall                  | Joseph Chapline         | Wm. Webb             |  |
| Danl Jenifer              | Thos Gantt Junior           | Thos. Cramphin Jr.      | John Veazey Jr.      |  |
| R. Hooe                   | Walter Bowie                | Upton Sheredine         | Jno. D. Thompson     |  |
| J. H. Stone               | David Crauford              | Benj. Nicholson         | John Cox             |  |
| Will. Harrison            | Stephen West                | Wm. Buchanan            | Peter Lawson         |  |
| S. Hanson de Sam.         | Tho. Sim Lee                | J. Toy Chase            | Nat. Ramsey          |  |
| Jno. Dent                 | J. Rogers                   | John Cradock            | William Currer       |  |
| Edwd Gantt                | Samuel Chase                | Thomas Harrison         | Chas Rumsey          |  |
| Samuel Chew               | Th. Johnson Jr.             | Darby Lux               | W. Ringgold Jr.      |  |
| Edwd Reynolds             | Brice B. Worthington        | John Moale              | Thos Smyth           |  |
| Benj. Mackall 4th         | Rezin Hammond               | Robt Alexander          | Joshh Earle          |  |
| Josia Beall               | J. Hall                     | Chas Ridgely fils de Wm | Th. B. Hands         |  |
| Robt. Tyler               | William Paca                | Saml. Handy             | Thos Ringgold        |  |
| Rhos Contee               | Matthias Hammond            | Sadok Purnell           | J. Nicholson Jr.     |  |
| Joseph Sim                | Chas. Carroll               | Wm. Morris              |                      |  |
| Turbutt Wright            | Chas. Carroll de Carrollton | Thos Stone              |                      |  |
| Jas. Tilghman d'Annapolis | Ephraim Howard de Hy        |                         |                      |  |
| Th. Wright                | Thomas Dorsey               |                         |                      |  |
| Jas Hollyday              | Robert Goldsborough         |                         |                      |  |
| Rd Earle                  | Henry Hooper                |                         |                      |  |
| Soln Wright               | James Murray                |                         |                      |  |
| Jas Loyd Chamberlaine     | Thos Ennalls                |                         |                      |  |
| Nic. Thomas               | Nath. Potter                |                         |                      |  |
| Edwd Lloyd                | Will, Richardson            |                         |                      |  |
| Peregrine Tilghman        | Richd Mason                 |                         |                      |  |
| Wm Hindman                | Joshua Clark                |                         |                      |  |
| R. Tilghman Jun.          | Peter Adams                 |                         |                      |  |
| Rams Benson               | John Stevens                |                         |                      |  |
| F. Baker                  | Wm Hopper                   |                         |                      |  |
|                           | Henry Dickinson             |                         |                      |  |
|                           | Wm Waters                   |                         |                      |  |
|                           | Wm Rolleston                |                         |                      |  |
|                           | George Dashiell             |                         |                      |  |
|                           | John Waters                 |                         |                      |  |
|                           | Gustavus Scott              |                         |                      |  |

##### Note par la Société Historique du Maryland
L'engagement original des membres, préservé à Annapolis, se compose de deux morceaux, apparemment déchirés et collés ensemble. L'ordre des noms et la disposition des colonnes ont été préservés, mais pas l'espacement : la division des morceaux tombe juste au-dessous des noms de Joseph Sim, Thoams Dorsey et Charles Ridgely.
En comparant les signatures avec le Journal, on se rend compte qu'il manque 29 noms, soit : Philip Richard Fendall I (1734-1805) de Charles Co.; Alexander Somerville de Calvert; George Lee et Dr Richard Brooke de Prince George's; Thomas Tillard et John Dorsey de Anne Arundel; Walter Tolly, James Gittings, et Charles Ridgely de John, de Baltimore; Charles Beatty, Baker Johnson, Jacob Funk, Samuel Beall, et Wm. Deakins Junior, de Frederick; Samuel Durham, Saml. Ashmead, John Beall Howard, Francis Holland, Benjamin Rumsey, et James McComas, de Harford; Joseph Gilpin et William Rumsey, de Cecil; Richard Lloyd de Kent; John Wallace et John Brown, de Queen Anne's; Robert Harrison de Dorchester; Benson Stainton de Caroline; Josiah Polk de Somerset; Peter Chaille de Worcester.
Sachant que ces 29 membres figurent parmi les plus actifs et les plus assidus, et que 21 d'entre eux n'ont eu, comme nous le montre le Journal, aucun permis d'absence, il est impossible de résister à l'idée qu'une partie du document a été perdue. On peut également voir que l'arrangement des signatures est fait généralement par comté, et que la coupure dans le papier vient entre ceux de Prince George's et Queen Anne's, entre Ann Arundel et Dorchester, enfin entre Baltimore et Worchester ; un fait qui confirme l'hypothèse selon laquelle un morceau a été perdu, situé auparavant entre les deux parties rattachées.

### Année 1776
Trois sessions eurent lieu, du 8 au 25 mai, du 21 juin au 6 juillet, puis du 14 août au 11 novembre. Ainsi, le 3 juillet 1776, les membres décident qu'une nouvelle constitution devait être votée, prémices de la première constitution de l'État, une constitution qui ne se réfère pas au Parlement ou au Roi, mais qui définirait un gouvernement « ...du peuple seulement ». Après avoir fixé les dates et avoir préparé des notices pour les comtés, ils suspendirent la Convention. Le 1er août cependant, tous les citoyens d'honneur élurent des délégués pour la dernière Convention.
La neuvième et dernière convention est également connue sous le nom de Convention Constitutionnelle de 1776. Ils rédigèrent une Constitution, puis suspendirent de nouveau la Convention le 11 novembre, pour la dernière fois. Les conventions furent remplacées par le nouveau Gouvernement d'État.

## Source
- (en) Cet article est partiellement ou en totalité issu de l’article de Wikipédia en anglais intitulé « Annapolis Convention (1774–1776) » (voir la liste des auteurs).